# Тальян
Тальян або Такльян (Tallán, Tacllán) — найдавніша відома культура, що існувала на північному заході узбережжя Перу. Народність талья спустилася з гір Сьєрри на прибережні рівнини і проживала в селищах без помітної політичної організації, з матріархатним укладом.
Центром культури Тальян вважається археологічний об'єкт Наріуала (Narihualá) за 17 км на південь від столиці регіону Піура, де виявлені житлові будівлі та ступінчаста піраміда на честь бога Балака.
Пізніше талья були підкорені царством Моче.
В сучасному Перу (у північно-західній частині) діалектне слово «такльян» (Tacllán) означає різновид плуга.